# Jean Galia
Pour les articles homonymes, voir Galia.

a Compétitions nationales et continentales officielles uniquement.

b Matchs officiels uniquement.
Jean Galia dit Monsieur Jean, né le 20 mars 1905 à Ille et mort le 18 janvier 1949 à Toulouse, est un joueur international français de rugby à XV et de rugby à XIII dans les années 1920 à 1930. Joueur de premier plan et à succès en rugby à XV, il devient l'importateur et le promoteur du code de rugby à XIII en 1934, son rôle a été déterminant dans le succès de ce code de rugby avant-guerre. Il connaît également des succès en boxe anglaise.
Après des débuts en rugby à XV au T.O.E.C., J. Galia est recruté par l'U.S. Quillan. Avec ce dernier, il connaît trois finales de Championnat de France d'affilée pour un titre en 1929. Parallèlement, il est un titulaire en équipe de France prenant part à cinq éditions du Tournoi des Cinq Nations et compte vingt sélections. Il joue par la suite au C.A. Villeneuve avant d'être suspendu lors de la saison 1932-33 pour amateurisme marron.
J. Galia entreprend alors d'importer le code de rugby à XIII en France à partir de 1934. Il est à l'origine de la première constitution d'une sélection en France, effectue une tournée nommée les « Pionniers » puis est à l'initiative de la création du Championnat de France et de la Coupe de France. Il endosse également le rôle de sélectionneur de l'équipe de France et entraîneur du S.A. Villeneuve tout en continuant de jouer. Celui-ci est professionnel et devient un succès concurrençant le rugby à XV avant guerre. Mais ce code de rugby est alors interdit par le régime de Vichy durant la Seconde Guerre mondiale pour réapparaître à la Libération, J. Galia prend part à la relance du rugby à XIII et entraîne le Toulouse olympique XIII qu'il emmène en finale du Championnat de France en 1946. Désirant importer ce rugby en Afrique du Nord, il meurt d'une embolie à seulement 43 ans.

## Biographie

### Jeunesse et mariage
Jean Galia naît le 20 mars 1905 à Ille (Pyrénées-Orientales) dans la maison familiale. Son père, Jean Galia (1875-1958), est cultivateur et maire d'Ille de 1927 à 1935, et sa mère, Anna Cammage (1877-?), sans profession. Il se marie le 25 novembre 1939 avec Marcelle Pâris, en la mairie de Prades, avec qui il a un enfant et meurt d'une embolie pulmonaire le 18 janvier 1949 à Toulouse à seulement 43 ans.

### Carrière en rugby à XV

#### 1925-1926: des débuts au Toulouse olympique employés club (T.O.E.C.)
Il pratique le rugby à XV durant son enfance et joue ses premières rencontres de Championnat de France dans les années 1920. Lors de la saison 1925-26, il joue sous les couleurs du club toulousain du T.O.E.C., tout proche de se qualifier pour les demi-finales du Championnat de France avec sa seconde place en poule de quarts-de-finale derrière l'USA Perpignan. Alors âge de vingt ans, il est appelé par la commission militaire de la fédération française de rugby à XV pour disputer la rencontre Paris-Armée française, cette dernière est alors sous le commandement du Colonel Bonvalot. Il part pour la Roumanie en mai 1926 pour une tournée avec l'équipe de l'armée française aux côtés de Charles Mathon, Raoul Bonamy et leur capitaine Joseph Pascot pour affronter l'équipe militaire de Roumanie et la sélection de Roumanie. Ses prestations en club et en équipe de France militaire ne laisse pas le monde du rugby à XV insensible à son talent.

#### 1926-1927: départ à l'U.S. Quillan de Gilbert Brutus et premières capes internationales en équipe de France
En juin 1926, il reçoit de nombreuses propositions. Un temps annoncé au Stade français, il est finalement recruté par l'U.S. Quillan. Son arrivée coïncide à l'U.S. Quillan avec l'intégration de joueurs de l'USA Perpignan, finaliste du Championnat de France 1926 tels que Marcel Baillette, Eugène Ribère, Camille Montade et Georges Delort, tous venus suivre leur entraîneur Gilbert Brutus. Ce dernier est en désaccord avec les dirigeants perpignanais et décide de rejoindre le club de l'U.S. Quillan dont le président, Jean Bourrel, ayant fait fortune dans l'industrie du chapeau, décide de recruter et de payer ses joueurs ce qui va à l'encontre des valeurs d'amateurisme prônées par le rugby à XV.
Titulaire au sein de l'U.S. Quillan, il réussit une saison 1926-27 convaincante avec ce club qui surprend en prenant la première place de leur poule de cinq devant le Racing C.F., Lyon O.U., SC Mazamet et Boucau Stade. En poule de quatre, qui détermine les demi-finalistes du Championnat de France, l'U.S. Quillan perd certains joueurs cadres sur blessure tels qu'E. Ribère et M. Baillette ne permettant pas au club de se mêler à la lutte pour la qualification. J. Galia réalise pour sa part de belles performances malgré les contre-résultats de son club et la non-qualification en demi-finale.

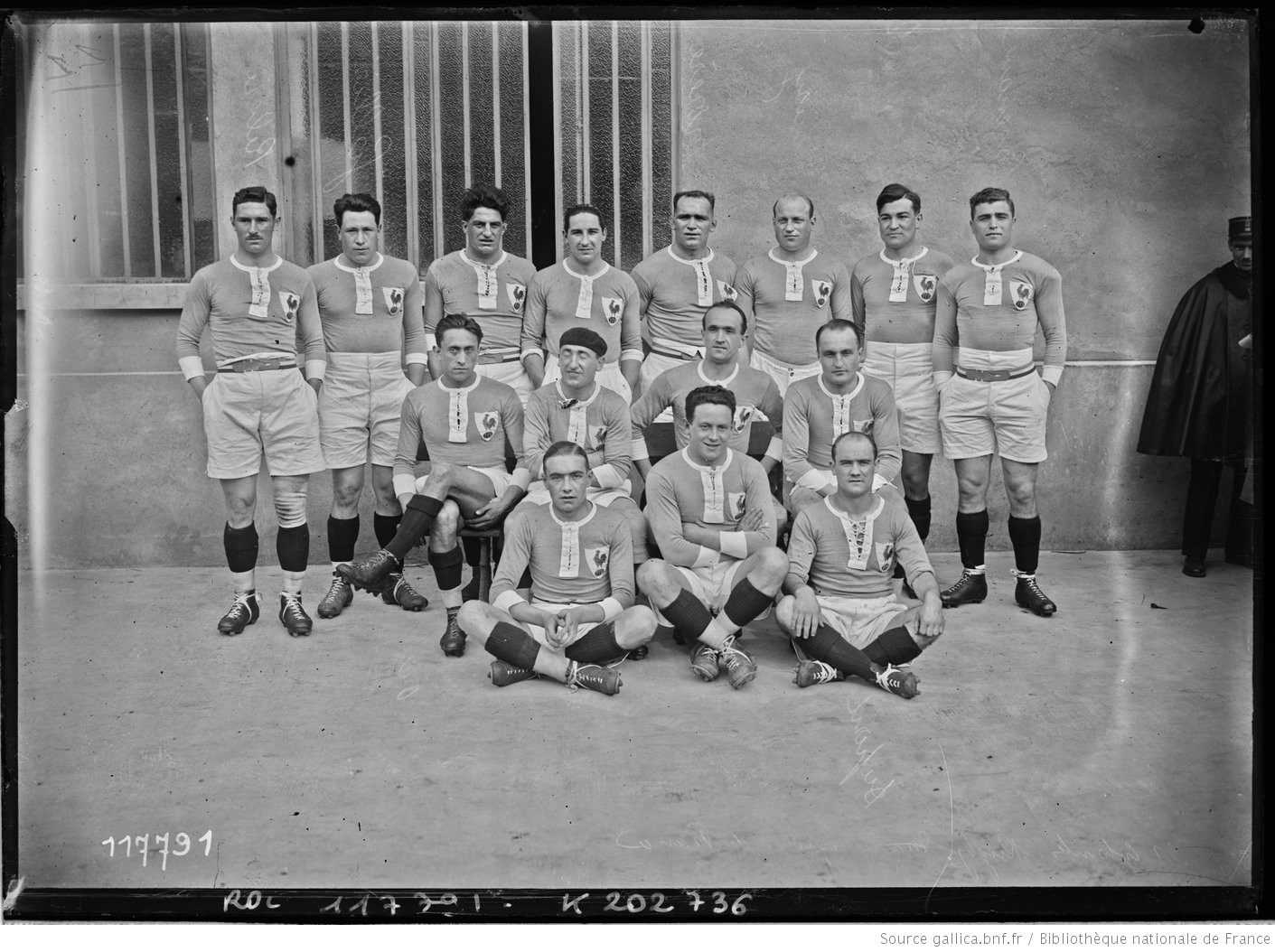
Photo de l'équipe de France victorieuse de l'Angleterre pour la première fois de son histoire à l'occasion de la première cape de Jean Galia (deuxième debout à gauche).

Cette saison marque également les grands débuts de J. Galia en équipe de France. Il incorpore la sélection française en fin d'année 1926 à l'occasion de la tournée des Māori de Nouvelle-Zélande, dont fait partie Albert Falwasser, en Europe. Cette dernière affronte l'équipe de France le 19 décembre 1926 à Béziers, et J. Galia entre sur la pelouse en remplaçant Jean Etcheberry sorti sur blessure. Cette rencontre n'est pas considérée comme une rencontre officielle. Lors de la rencontre officielle du XV de France contre les Maoris qui se déroule le 26 décembre 1926, J. Galia reste remplaçant et n'entre pas en jeu, observant ses coéquipiers quillanais L. Destarac, M. Baillette et E. Ribère présents sur le terrain. Il reste dans les papiers des sélectionneurs de l'équipe de France pour débuter le tournoi des Cinq Nations 1927 mais n'est pas aligné au match contre l'Irlande début janvier. La presse décrit alors J. Galia « à la carrure impressionnante et courant comme un zèbre ». Il est de nouveau remplaçant en équipe de France lors de la seconde confrontation du tournoi des six nations face à l’Écosse le 22 janvier 1927 mais fête sa première cape officielle lors de la réception au stade de Colombes de l'Angleterre dans l'ultime match du tournoi au poste de deuxième ligne suivie d'une seconde cape face à l'Allemagne le 17 avril 1927. Face à l'Angleterre, la France remporte le premier succès de son histoire face à cet adversaire. Concernant la double confrontation contre l'Allemagne qui constituent les deux premières rencontres officielles en ces deux nations, la France remporte la première rencontre 30-5 avec un essai de J. Galia où il est cité comme l'un des meilleurs joueurs de la partie, puis est défaite lors de la deuxième rencontre 17-16 ce qui constitue une grosse surprise. Il clôt sa saison par une rencontre, non officielle, avec l'équipe de France contre l'Espagne à Madrid remportée 65-6.

#### 1927-1928: première finale de Championnat de France et qualité de titulaire en équipe de France
Après cette saison 1927 réussie, Jean Galia est courtisé par de nombreux clubs mais confirme sa volonté de poursuivre avec l'U.S. Quillan au cours de l'été 1927. L'U.S. Quillan, avec J. Galia et toujours emmené par E. Ribère, inaugure sa saison 1927-28 par un déplacement sur la capitale à l'occasion des grandes journées de « Jean Bouin » début octobre pour affronter le club parisien du C.A.S.G.. J. Galia est remarqué en ce début de saison par ses progrès dans le jeu et son impact sur la ligne d'avants quillanaise,. En novembre et décembre, il est fait peu de doutes quant à la sélection de J. Galia en équipe de France dans l'optique du tournoi des Cinq Nations 1928 à la suite de sa saison précédente. Cela se confirme avec la composition de l'équipe de France pour la première rencontre du tournoi face à l'Ecosse où J. Galia est mis en deuxième ligne aux côtés de ses coéquipiers E. Ribère et M. Baillette mais est battue 15-6. En championnat, l'U.S. Quillan se défait en match d'appui du C.A. Bègles 6-3 pour se qualifier en poule de quatre dans une rencontre où J. Galia est cité comme l'un des meilleurs joueurs. J. Galia dispute une nouvelle rencontre avec la France mais connaît la défaite 11-8 contre l'Australie dans laquelle J. Galia émerge du lot français avec Raoul Bonamy.

#### 1930-1931: départ au C.A. Villeneuve
Ce Catalan migra à Villeneuve-sur-Lot dont il devint le capitaine de l'équipe de rugby à XV, le Club athlétique villeneuvois (CAV XV) en 1930. Il fut radié en janvier 1933 par les notables de la FFR, bien plus pour les mauvais rapports qu'il entretenait avec eux que pour son non-respect contesté des règles de l'amateurisme (auxquelles à l'époque peu de dirigeants français ne rendaient en fait totalement grâce). Il était accusé d'avoir acheté le transfert d'un joueur de l'USAP (effectuant son service militaire à Agen) en faveur du CAV XV. Pour cette affaire, le CAV XV fut suspendu de championnat de novembre 1932 à mai 1933 (le jeune Max Rousié était alors déjà membre du CAV XV).

### Importateur du rugby à XIII en France
Contacté à l'hiver 1933 par les Britanniques de la RFL (qui le considéraient comme le meilleur avant d'Europe du rugby à XV), Galia « monta » rapidement la première équipe treiziste française avec laquelle, en mars 1934, il fit une mémorable tournée en Angleterre (il était à la fois le capitaine et le manager de cette équipe). Cette équipe appelée les Galia's boys a été formée de 17 joueurs en délicatesse ou débauchés du monde quinziste. J. Galia est l'une des 5 à 6 personnes à l'origine de la naissance du rugby à XIII gallican qui, en 6 ans (juillet 1934 à octobre 1940), avait rallié ou créé de 155 à 160 clubs. Le "néo-rugby" pouvait espérer dans les années suivantes (de par l'engouement qu'il suscitait : jeu rapide, débridé et matchs internationaux) supplanter le rugby à XV en France (quoique ayant perdu 105 clubs, la FFR en avait cependant toujours 558 d'affiliés en 1939) car les Homes Unions britanniques avaient rompu toute relation avec la FFR au motif de son prétendu amateurisme quand, fin octobre 1940, il fut interdit dans les premiers mois du régime de Vichy et de sa révolution nationale.
Il meurt le 18 janvier 1949 à Toulouse à l'âge de 43 ans. Il est inhumé au cimetière d'Ille-sur-Têt dans le caveau de famille.

## Palmarès

### En rugby à XV
- Collectif :
  - Vainqueur du Championnat de France : 1929 (Quillan).
  - Finaliste du Championnat de France : 1928 et 1930 (Quillan).

#### Tournoi des Cinq Nations
| Édition | Rang | Résultats France | Résultats Galia | Matchs Galia |
| ------- | ---- | ---------------- | --------------- | ------------ |
| 1927    | 4    | 1 v 0 n 3 d      | 1 v 0 n 0 d     | 1/4          |
| 1928    | 3    | 1 v 0 n 3 d      | 1 v 0 n 3 d     | 4/4          |
| 1929    | 5    | 0 v 0 n 4 d      | 0 v 0 n 2 d     | 2/4          |
| 1930    | 2    | 2 v 0 n 2 d      | 2 v 0 n 2 d     | 4/4          |
| 1931    | 2    | 2 v 0 n 2 d      | 1 v 0 n 2 d     | 3/4          |

#### Détails en sélection
| Matchs internationaux de Jean Galia | Matchs internationaux de Jean Galia | Matchs internationaux de Jean Galia | Matchs internationaux de Jean Galia | Matchs internationaux de Jean Galia | Matchs internationaux de Jean Galia | Matchs internationaux de Jean Galia | Matchs internationaux de Jean Galia | Matchs internationaux de Jean Galia | Matchs internationaux de Jean Galia | Matchs internationaux de Jean Galia | Matchs internationaux de Jean Galia |
|                                     | Date                                | Adversaire                          | Résultat                            | Compétition                         | Poste                               | Points                              | Essais                              | Pen.                                | Drops                               |                                     |                                     |
| ----------------------------------- | ----------------------------------- | ----------------------------------- | ----------------------------------- | ----------------------------------- | ----------------------------------- | ----------------------------------- | ----------------------------------- | ----------------------------------- | ----------------------------------- | ----------------------------------- | ----------------------------------- |
| sous les couleurs de la France      |                                     |                                     |                                     |                                     |                                     |                                     |                                     |                                     |                                     |                                     |                                     |
| 1.                                  | 2 avril 1927                        | Angleterre                          | 3-0                                 | Cinq Nations                        | Deuxième ligne                      | -                                   | -                                   | -                                   | -                                   |                                     |                                     |
| 2.                                  | 17 avril 1927                       | Allemagne                           | 30-5                                | Test-match                          | Troisième ligne                     | 3                                   | 1                                   | -                                   | -                                   |                                     |                                     |
| 3.                                  | 15 mai 1927                         | Allemagne                           | 16-17                               | Test-match                          | Troisième ligne                     | -                                   | -                                   | -                                   | -                                   |                                     |                                     |
| 4.                                  | 2 janvier 1928                      | Écosse                              | 6-15                                | Cinq Nations                        | Troisième ligne                     | -                                   | -                                   | -                                   | -                                   |                                     |                                     |
| 5.                                  | 22 janvier 1928                     | Australie                           | 8-11                                | Test-match                          | Troisième ligne                     | -                                   | -                                   | -                                   | -                                   |                                     |                                     |
| 6.                                  | 28 janvier 1928                     | Irlande                             | 8-12                                | Cinq Nations                        | Troisième ligne                     | -                                   | -                                   | -                                   | -                                   |                                     |                                     |
| 7.                                  | 25 février 1928                     | Angleterre                          | 8-18                                | Cinq Nations                        | Troisième ligne                     | 3                                   | 1                                   | -                                   | -                                   |                                     |                                     |
| 8.                                  | 9 avril 1928                        | Pays de Galles                      | 8-3                                 | Cinq Nations                        | Troisième ligne                     | -                                   | -                                   | -                                   | -                                   |                                     |                                     |
| 9.                                  | 31 décembre 1928                    | Irlande                             | 0-6                                 | Cinq Nations                        | Troisième ligne                     | -                                   | -                                   | -                                   | -                                   |                                     |                                     |
| 10.                                 | 1er avril 1929                      | Angleterre                          | 6-16                                | Cinq Nations                        | Troisième ligne                     | -                                   | -                                   | -                                   | -                                   |                                     |                                     |
| 11.                                 | 28 avril 1929                       | Allemagne                           | 24-0                                | Test-match                          | Troisième ligne                     | -                                   | -                                   | -                                   | -                                   |                                     |                                     |
| 12.                                 | 1er janvier 1930                    | Écosse                              | 7-3                                 | Cinq Nations                        | Troisième ligne                     | -                                   | -                                   | -                                   | -                                   |                                     |                                     |
| 13.                                 | 25 janvier 1930                     | Irlande                             | 5-0                                 | Cinq Nations                        | Troisième ligne                     | -                                   | -                                   | -                                   | -                                   |                                     |                                     |
| 14.                                 | 22 février 1930                     | Angleterre                          | 5-11                                | Cinq Nations                        | Troisième ligne                     | -                                   | -                                   | -                                   | -                                   |                                     |                                     |
| 15.                                 | 6 avril 1930                        | Allemagne                           | 31-0                                | Test-match                          | Troisième ligne                     | -                                   | -                                   | -                                   | -                                   |                                     |                                     |
| 16.                                 | 21 avril 1930                       | Pays de Galles                      | 0-11                                | Cinq Nations                        | Troisième ligne                     | -                                   | -                                   | -                                   | -                                   |                                     |                                     |
| 17.                                 | 24 janvier 1931                     | Écosse                              | 4-6                                 | Cinq Nations                        | Troisième ligne                     | -                                   | -                                   | -                                   | -                                   |                                     |                                     |
| 18.                                 | 28 février 1931                     | Pays de Galles                      | 3-35                                | Cinq Nations                        | Troisième ligne                     | -                                   | -                                   | -                                   | -                                   |                                     |                                     |
| 19.                                 | 6 avril 1931                        | Angleterre                          | 14-13                               | Cinq Nations                        | Troisième ligne                     | 3                                   | 1                                   | -                                   | -                                   |                                     |                                     |
| 20.                                 | 19 avril 1931                       | Allemagne                           | 34-0                                | Test-match                          | Troisième ligne                     | -                                   | -                                   | -                                   | -                                   |                                     |                                     |

#### Statistiques en club
| Saison  | Saison          | Championnat           | Championnat      | Sélection | Sélection | Sélection | Sélection | Sélection | Sélection | Sélection |
| Saison  | Saison          | Comp.                 | Class.           | Comp.     | M         | Pts       | Ess.      | Buts      | Dp.       |           |
| ------- | --------------- | --------------------- | ---------------- | --------- | --------- | --------- | --------- | --------- | --------- | --------- |
| 1925-26 | T.O.E.C.        | Championnat de France | Poule 1/4 finale |           |           |           |           |           |           |           |
| 1926-27 | US Quillan      | Championnat de France | Poule de quatre  |           | 3         | 3         | 1         | -         | -         |           |
| 1927-28 | US Quillan      | Championnat de France | Finaliste        |           | 5         | 3         | 1         | -         | -         |           |
| 1928-29 | US Quillan      | Championnat de France | Vainqueur        |           | 3         | -         | -         | -         | -         |           |
| 1929-30 | US Quillan      | Championnat de France | Finaliste        |           | 5         | -         | -         | -         | -         |           |
| 1930-31 | C.A. Villeneuve | Championnat de France | Poule de trois   |           | 4         | 3         | 1         | -         | -         |           |
| 1931-32 | C.A. Villeneuve | Championnat de France |                  |           |           |           |           |           |           |           |
| 1932-33 | C.A. Villeneuve | Championnat de France |                  |           |           |           |           |           |           |           |

### En rugby à XIII

#### En tant que joueur
- Collectif :
  - Vainqueur du Championnat de France : 1935 (Villeneuve).
  - Vainqueur de la Coupe de France : 1937 (Villeneuve).
  - Finaliste du Championnat de France : 1936 et 1938 (Villeneuve).
  - Finaliste de la Coupe de France : 1938 (Villeneuve).
- Directeur de la Fédération (Ligue Française de Rugby à XIII) et sélectionneur du XIII de France (1934 - 1939).

#### Coupe d'Europe des nations
| Édition | Rang | Résultats France | Résultats Galia | Matchs Galia |
| ------- | ---- | ---------------- | --------------- | ------------ |
| 1935    | 2    | 1 v 1 n 0 d      | 1 v 1 n 0 d     | 2/2          |
| 1936    | 3    | 0 v 0 n 2 d      | 0 v 0 n 1 d     | 1/2          |

#### Détails en sélection
| 1. | 15 avril 1934    | Angleterre     | 21-32 | Test-match     | Deuxième ligne | 3 | 1 | - | - |
| 2. | 1er janvier 1935 | Pays de Galles | 18-11 | Coupe d'Europe | Deuxième ligne | - | - | - | - |
| 3. | 28 mars 1935     | Angleterre     | 15-15 | Coupe d'Europe | Deuxième ligne | 3 | 1 | - | - |
| 4. | 16 février 1936  | Angleterre     | 7-25  | Coupe d'Europe | Deuxième ligne | - | - | - | - |
| .  | 6 mai 1936       | Dominions      | 8-5   | Amical         | Deuxième ligne | - | - | - | - |

#### Statistiques en club
| Saison  | Saison        | Championnat           | Championnat | Coupe           | Coupe      | Sélection | Sélection | Sélection | Sélection | Sélection | Sélection | Sélection |
| Saison  | Saison        | Comp.                 | Class.      | Comp.           | Class.     | Comp.     | M         | Pts       | Ess.      | Buts      | Dp.       |           |
| ------- | ------------- | --------------------- | ----------- | --------------- | ---------- | --------- | --------- | --------- | --------- | --------- | --------- | --------- |
| 1934-35 | SA Villeneuve | Championnat de France | Vainqueur   | Coupe de France | 1/2 finale | CE        | 3         | 6         | 3         | -         | -         |           |
| 1935-36 | SA Villeneuve | Championnat de France | Finaliste   | Coupe de France | 1/4 finale | CE        | 1         | -         | -         | -         | -         |           |
| 1936-37 | SA Villeneuve | Championnat de France | 7e          | Coupe de France | Vainqueur  |           |           |           |           |           |           |           |
| 1937-38 | SA Villeneuve | Championnat de France | Finaliste   | Coupe de France | Finaliste  |           |           |           |           |           |           |           |

#### En tant qu'entraîneur
- Collectif :
  - Vainqueur du Championnat de France : 1935 (Villeneuve).
  - Vainqueur de la Coupe de France : 1937 (Villeneuve).
  - Finaliste du Championnat de France : 1936, 1938 (Villeneuve) et 1946 (Toulouse).
  - Finaliste de la Coupe de France : 1938 (Villeneuve).

### Carrière en Boxe anglaise
- Champion de France amateur dans la catégorie poids lourds en 1929.

## Vie civile
- Il exerce au début de sa carrière dans la vingtaine le métier de négociant en primeurs à Ille-sur-Têt[33].
- Propriétaire de plusieurs salles de cinéma à Toulouse et Villeneuve-sur-Lot.
- Coauteur avec Géo Villetan de Le rugby par Jean Galia (éd. Nilsson) (1931).